# Sport elektroniczny

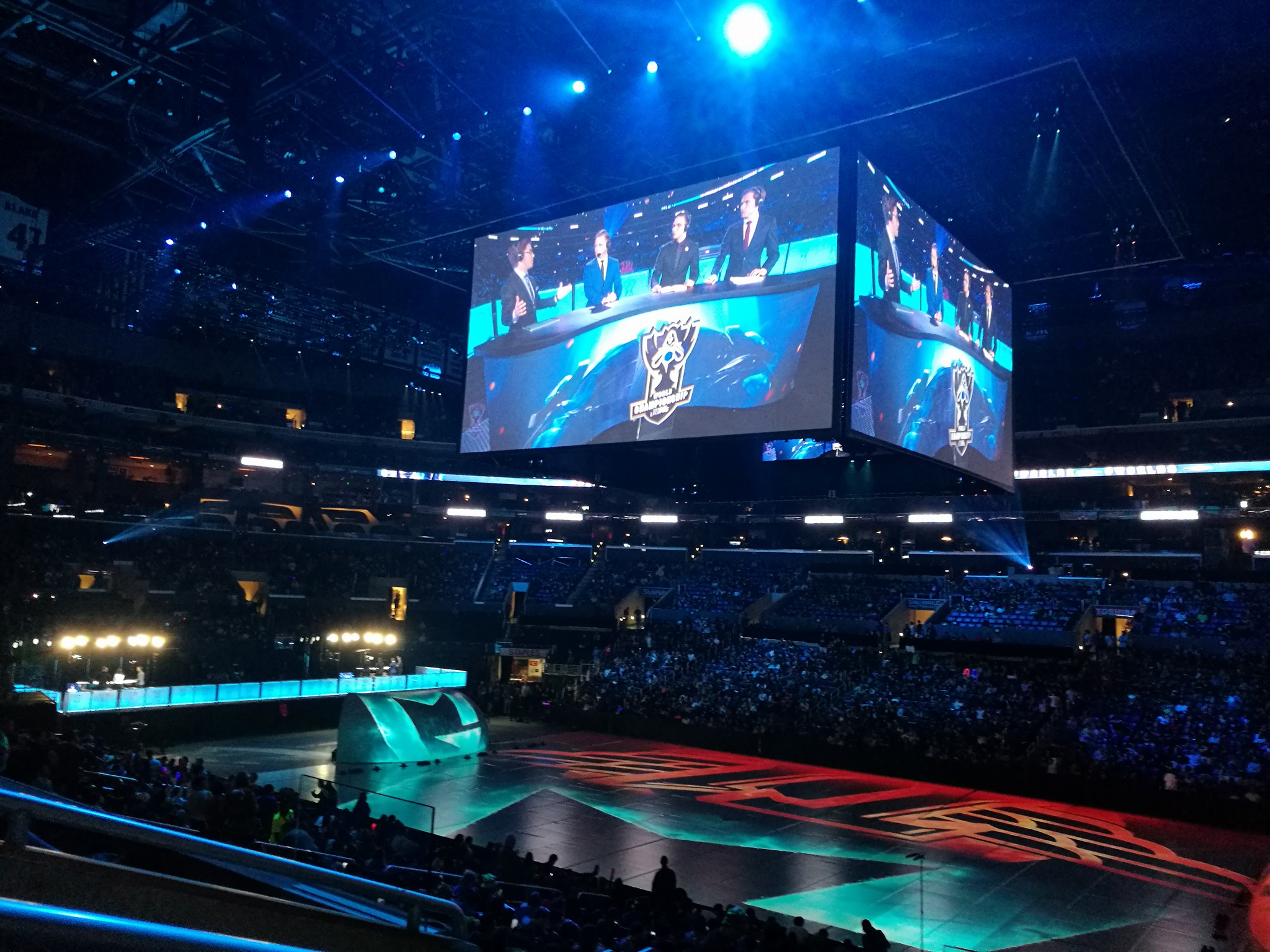
League of Legends World Championships to coroczny turniej w League of Legends, który odbywa się w różnych miejscach

Sport elektroniczny (e-sport, ang. esports, electronic sports) – forma rywalizacji, w której przedmiotem działań zawodników są gry komputerowe. Zawody e-sportowe często przyjmują formę zorganizowanej wieloosobowej gry komputerowej, gdzie zawodowi gracze prowadzą rozgrywkę indywidualnie lub w drużynach, zebrani fizycznie (tzw. LAN party) lub przez Internet. 
Mimo że zawody i inne formy rywalizacji stanowią od dawna część kultury gier komputerowych, przez dłuższy czas były traktowane jedynie rozrywkowo, rozgrywane przez amatorów. Dopiero wraz z początkiem XXI wieku, dzięki możliwości strumieniowania rozgrywek na żywo, zaczęły nabierać obecnej formy wraz z gwałtownym wzrostem ich popularności. Pojawili się zawodowi gracze oraz komentatorzy, specjalizujący się w danej grze. Szybki wzrost zainteresowania i znaczenia e-sportu spowodował, że już w drugiej dekadzie XXI wieku stanowił istotny czynnik w branży gier komputerowych, a twórcy aktywnie wspierali i współtworzyli go, przystosowując swoje gry i finansując turnieje.
W 2019 roku oszacowano, że całkowita liczba regularnych widzów e-sportu wzrośnie do 454 milionów, a przychody wzrosną do ponad 1 miliarda USD. Rosnąca dostępność internetu i platform streamingowych, zwłaszcza YouTube i Twitch, stała się kluczowa dla rozwoju i promocji zawodów e-sportowych.

## Klasyfikacja jako sport
Zaliczanie gier komputerowych do sportu jest kontrowersyjną debatą bez jasnej odpowiedzi. Podczas gdy niektórzy wskazują na wzrost popularności e-sportu jako uzasadnienie uznania niektórych gier komputerowych za sport, inni twierdzą, że gry komputerowe nigdy nie osiągną statusu „prawdziwego sportu”. Jednak popularność nie jest jedynym argumentem za uznaniem sportów elektronicznych za sport: wielu argumentuje, że „staranne planowanie, precyzyjne wyczucie czasu i umiejętne wykończenie” powinny być tym, co klasyfikuje aktywność jako sport, oraz że wysiłek fizyczny i obszary gry na świeżym powietrzu nie są wymagane przez wszystkie tradycyjne lub nietradycyjne sporty.
Można przyjąć, że na płaszczyźnie rywalizacji e-sport jest bliski sportowi klasycznemu. Wskazuje na to bogata leksyka tekstów e-sportowych związana ze współzawodniczeniem sportowym. Z drugiej jednak strony nieusystematyzowany językowo status e-sportu, w tym nieliczne i skromne definicje, niejednolity zapis ortograficzny, może stanowić potwierdzenie szczególnego postrzegania tej dyscypliny, jako niezwiązanej z czynnościami sportowymi i niebędącej formą sportu.
Gry komputerowe są czasami klasyfikowane nie jako prawdziwy sport, a jako sport umysłowy. Podczas Mistrzostw Świata 2015, organizowanych przez International Esports Federation (IESF) odbył się panel e-sportowy z udziałem gości z międzynarodowego towarzystwa sportowego, aby omówić uznanie e-sportu za dziedzinę sportową na całym świecie.
Chiny były jednym z pierwszych krajów, które uznały e-sport za prawdziwy sport – już w 2003 roku, pomimo obaw, że gry komputerowe były uzależniające. W ten sposób rząd promował e-sport. Ponadto na początku 2019 r. Chiny uznały granie e-sportowe za oficjalny zawód. Do lipca 2019 r. ponad 100 000 osób zarejestrowało się jako zawodowi gracze w tym zakresie, a Ministerstwo oświadczyło, że w ciągu pięciu lat przewiduje ponad 2 miliony zatrudnionych w tym zawodzie.
W 2013 r. kanadyjski gracz League of Legends Danny „Shiphtur” Le został pierwszym zawodowym graczem e-sportowym, który otrzymał amerykańską wizę P-1A, kategorię wyznaczoną dla „Międzynarodowo uznanych sportowców”.
W 2014 r. tureckie Ministerstwo ds. Młodzieży i Sportu zaczęło wydawać licencje e-sportowe dla zawodowych graczy.
W 2016 r. rząd francuski rozpoczął prace nad projektem dotyczącym regulacji i uznawania e-sportu.
W lipcu 2017 r. filipińska organizacja Gaming and Amusements Board (GAB) zaczęła wydawać licencję sportową zawodnikom e-sportowym, którzy otrzymali poręczenie od zawodowej drużyny e-sportowej.
Aby pomóc w promowaniu e-sportu jako legalnego sportu, zorganizowano kilka wydarzeń e-sportowych obok bardziej tradycyjnych międzynarodowych zawodów sportowych. Halowe Igrzyska Azjatyckie 2007 były pierwszymi znaczącymi zawodami wielosportowymi, z e-sportem jako oficjalną dyscyplinę, zdobywającą medale obok innych tradycyjnych sportów. Późniejsze edycje Halowych igrzysk azjatyckich i ich następcy zawsze zawierały e-sporty jako oficjalne wydarzenie medalowe lub wydarzenie wystawowe. Co więcej, Igrzyska Azjatyckie w roku 2022, czyli zawody wielosportowe na najwyższym poziomie, będą również zawierać e-sport jako jedną z dyscyplin, nagradzaną medalami. Turnieje e-sportowe wokół gier takich jak Hearthstone, Starcraft i League of Legends zostały zaprezentowane jako wydarzenie wystawowe podczas Igrzysk Azjatyckich 2018 i pełniły rolę wprowadzenia do igrzysk w 2022 roku. Igrzyska Azji Południowo-Wschodniej w 2019 r. zorganizowały też sześć zawodów e-sportowych.
Ważnym argumentem w dyskusji jest jeden czynnik, który jasno dzieli e-sport od sportu: sporty tradycyjne nie są niczyją własnością w przeciwieństwie do sportów elektronicznych. Koszykówka do nikogo nie należy, nikt nie może zmienić jej zasad dla wszystkich albo po prostu ją usunąć, różne ligi mogą manipulować zasadami i zamykać się, ale nie ma to wpływu na sport sam w sobie. W e-sporcie jest zupełnie odwrotnie, gra należy zazwyczaj do jednej firmy, która sama decyduje o zasadach i wszystkich innych decyzjach dotyczących gry. Jest to jeden z czynników, przez który ciężko zaliczyć e-sporty do grona tradycyjnych sportów. Firma, która była właścicielem danej gry może zbankrutować, w takim wypadku cała dziedzina e-sportu na niej oparta umiera. Takie zjawisko nie istnieje w świecie sportów tradycyjnych i stanowi widoczną barierę pomiędzy tymi dwoma stronami.

## Drużyny i gracze

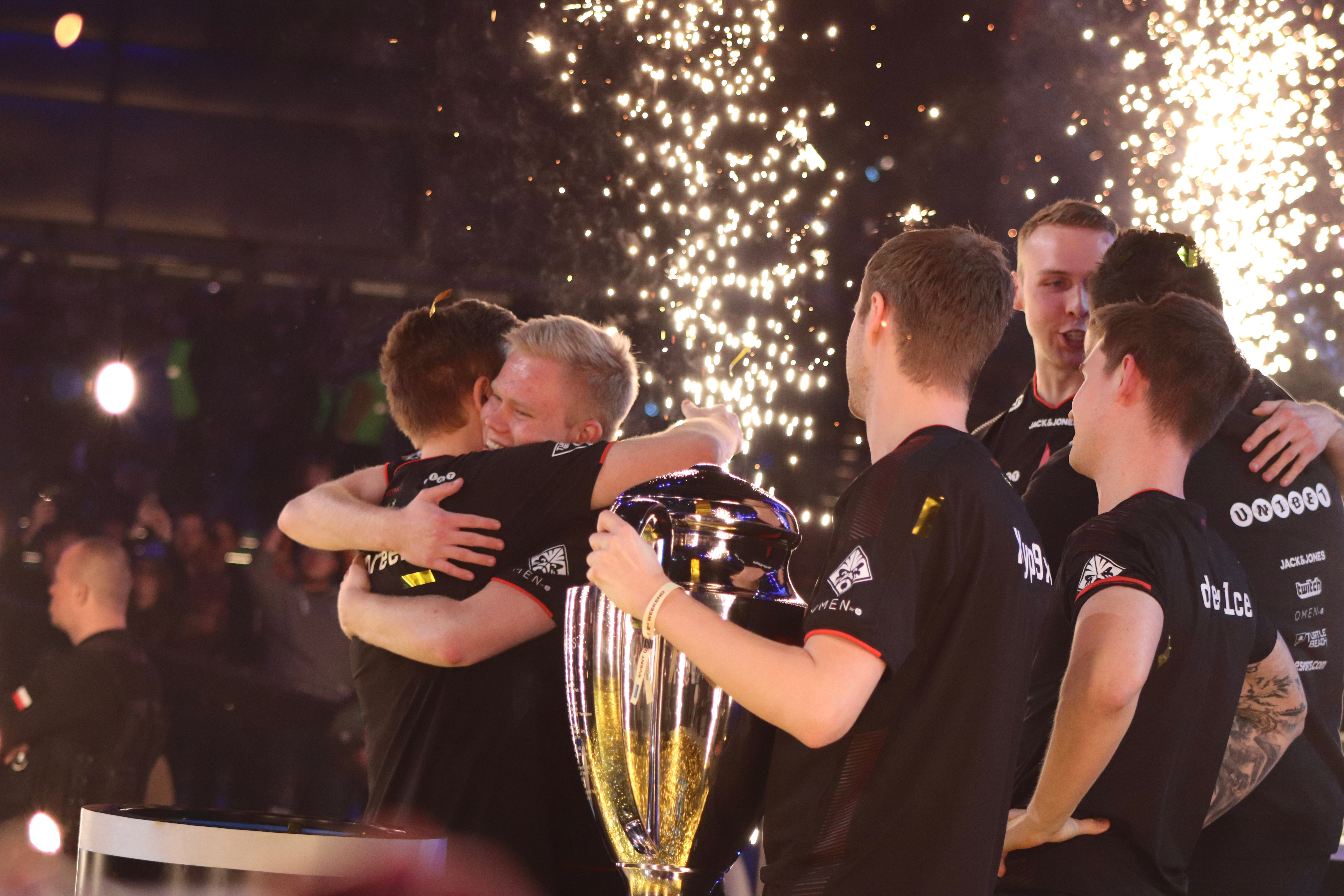
Astralis po wygranej na Intel Extreme Masters 2019 w Katowicach

Zawodowi gracze zazwyczaj są powiązani z drużynami czy organizacjami. Zespoły takie jak Virtus.pro, FaZe Clan, Evil Geniuses, Team SoloMid, Cloud9, Fnatic, Counter Logic Gaming, SK Telecom T1, Team EnVyUs i Natus Vincere składają się z kilku zawodników. Organizacje e-sportowe zbierają wiele drużyn pod jedną marką, każda biorąca udział w rozgrywkach i turniejach różnych gier. Organizacje mogą również reprezentować pojedynczych graczy, w grach typu jeden na jednego, takich jak rozgrywki w ramach Evolution Championship Series lub turniejach Hearthstone czy innych gier karcianych. Oprócz nagród pieniężnych z wygranych turniejów, gracze w drużynach i stowarzyszeniach mogą również otrzymywać osobne pełnoetatowe wypłaty. Sponsoring drużyny może obejmować koszty podróży na turnieje czy sprzęt do grania. Najlepsi gracze są również często indywidualnie wynagradzani przez swoich sponsorów. Sponsoringiem drużyn i graczy e-sportowych są najczęściej duże firmy z branży technologicznej i telekomunikacyjnej. Zespoły przedstawiają tych sponsorów na swojej stronie internetowej, koszulkach drużynowych oraz w mediach społecznościowych, w 2016 r. największe zespoły odnotowały ponad milion obserwujących na swoich kontach. Niektórzy tradycyjni sportowcy zainwestowali również w e-sport, m.in. Rick Fox w drużynę Echo Fox, Jeremy Lin w drużynę VGJ, Shaquille O'Neala w NRG Esports. Dodatkowo niektóre drużyny piłkarskie, takie jak FC Schalke 04 z Niemiec, Paris Saint-Germain z Francji; Besiktas JK, Fenerbahce S.K. i Galatasaray z Turcji; Panathinaikos F.C. z Grecji sponsorują lub posiadają własne drużyny e-sportowe. Organizacje koszykarskie również angażują się w e-sport, np. Golden State Warriors ma własną e-sportową drużynę Golden Guardians, a Houston Rockets jest właścicielem Clutch Gaming.

### Treningi
Treningi graczy e-sportowych są zupełnie inne niż te w klasycznym sporcie, ale nadal zajmują dużo czasu. Sportowcy trenujący tradycyjne sporty niemal w całości opierają się na doskonaleniu sprawności fizycznej, np. pamięci mięśni, ćwiczeń i diety. Treningi sportowców e-sportowych opierają się w większym stopniu na treningu umysłu, na przykład na przygotowywaniu strategii i śledzeniu nowych aktualizacji gry. Niektóre zespoły e-sportowe, takie jak compLexity, dodają do tego klasyczne treningi sportowe, takie jak regularne chodzenie na siłownie, sesje z trenerem czy specjalna dieta. Team Liquid, zespół League of Legends, ćwiczy co najmniej 50 godzin tygodniowo, a większość zawodników gra znacznie więcej. Taki harmonogram treningów powoduje, że wielu z nich przechodzi na emeryturę w stosunkowo młodym wieku. Gracze zazwyczaj rywalizują ze sobą w wieku nastoletnim, a większość z nich przechodzi na emeryturę w wieku około 20 lat.

## Rozwój e-sportu w Polsce

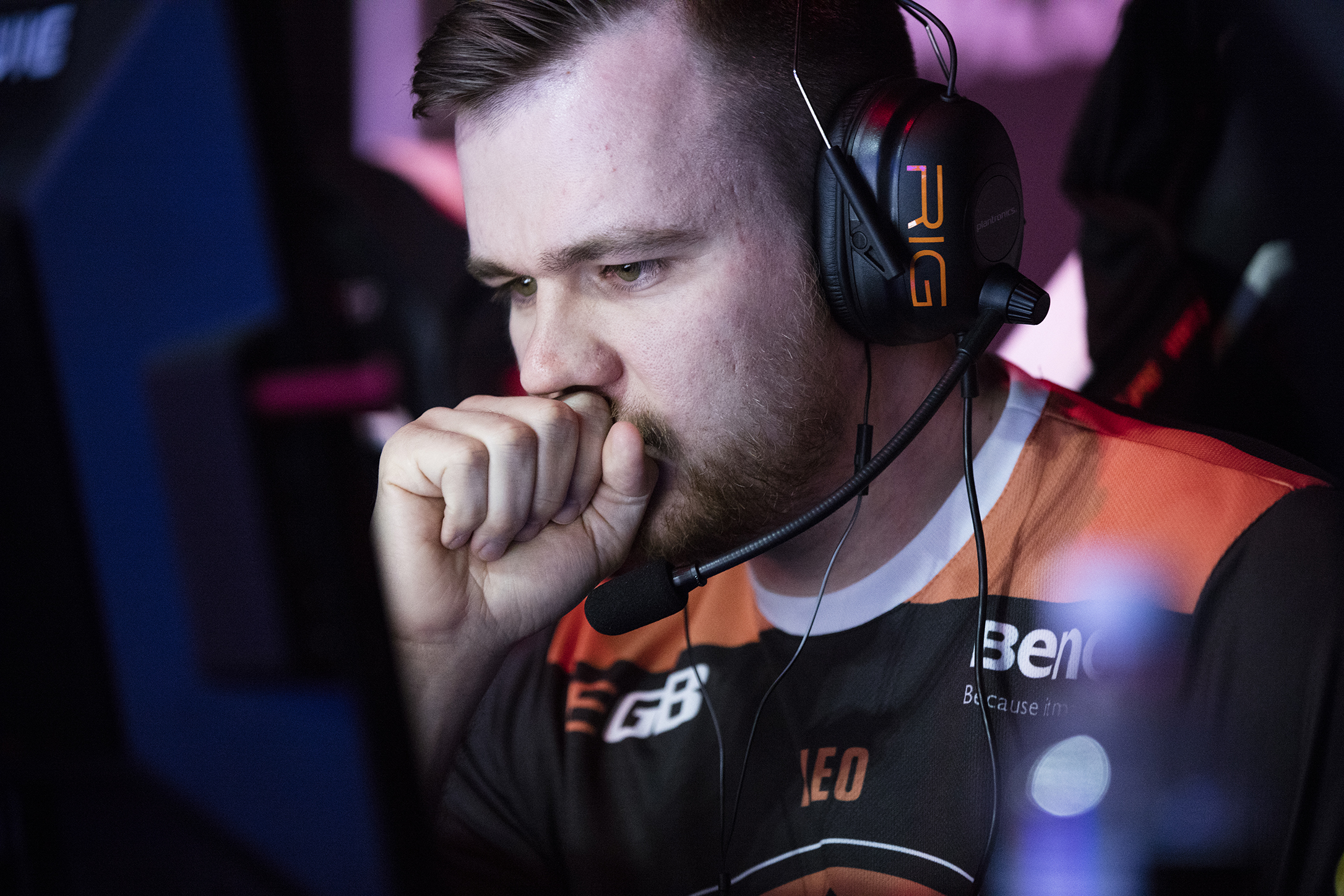
Filip „NEO” Kubski podczas meczu, grając dla Virtus.pro w składzie „Złotej Piątki”

Polski e-sport rozpoczął się w kafejkach internetowych w roku 1997 – właśnie w tym roku odbył się pierwszy udokumentowany turniej w Quake’a. Podczas gdy na świecie rozwijał się szeroko dostępny internet, w Polsce na około kafejek powstawały amatorskie drużyny.
Tak karierę rozpoczął między innymi Filip „NEO” Kubski, który 13 lat później wygrał 100,000$ wraz ze swoją drużyną. W 2001 roku jedną z najpopularniejszych gier e-sportowych stał się Counter-Strike, legendą CS-a stał się wtedy właśnie „NEO”, który z Wiktorem „TAZ” Wojtasem wygrywał dla Polski turnieje. Polska stawała się jedną z e-sportowych potęg i była w stanie walczyć z ówcześnie uważanymi za jedne z najlepszych krajami nordyckimi na międzynarodowej scenie. Pierwszym większym turniejem zorganizowanym w Polsce był World Cyber Games, którego eliminacje rozgrywały się w 50 kafejkach. Następnie zwycięzcy z kafejek spotkali się w Warszawie i walczyli o światowe finały w Seulu.
Pierwsze wygrane na arenie międzynarodowej pojawiły się w roku 2002, gdzie m.in. Artur „Blackman” Michalak zdobył 3 miejsce w StarCrafcie, jednak największe zwycięstwa należą do graczy Counter Strike’a, a konkretnie „Złotej Piątki”, do której należeli: Wiktor „TaZ” Wojtas, Filip „NEO” Kubski, Jarosław „pasha” Jarząbkowski, Janusz „Snax” Pogorzelski i Paweł „byali” Bieliński. W 2014 roku wygrali oni na największym wydarzeniu w świecie polskiego i europejskiego e-sportu – Intel Extreme Masters organizowanym corocznie w Katowickim Spodku. W tym wydarzeniu gracze z całego świata biorą udział w turniejach z takich gier jak StarCraft II czy Counter Strike. Właśnie w Counter Strike’u pula nagród w 2019 roku wynosiła 1 milion dolarów. Głównie widzowie oglądający wydarzenie na żywo to Polacy, lecz zdarzają się Czesi (4,2%) i Słowacy (2,1%). W Katowicach w roku 2014 polska drużyna pod szyldami rosyjskiej organizacji Virtus.pro zwyciężyła ze szwedzkim składem Ninjas in Pyjamas, otrzymując przy tym 100,000$ nagrody. Aż do tego roku Counter-Strike był największą grą e-sportową na świecie. Rok ten zapoczątkował jednak nową erę, w której to gry typu MOBA przyciągały największą ilość widzów. League of Legends wyprodukowane przez Riot Games oraz Dota 2 wyprodukowana przez Valve pozostawiły Counter-Strike w tyle pod względem oglądalności oraz ilości aktywnych graczy. LOL i Dota 2 biły dotychczasowe rekordy oglądalności, a wynagrodzenia dla graczy i nagrody w turniejach osiągały kosmiczne jak na tamte czasy liczby. W 2016 roku Polacy wygrali 400,000$ w pierwszym sezonie Eleague (w Counter-Strike'u), a w tym samym roku pula nagród w mistrzostwach świata w Dota 2 wyniosła 20 mln dolarów.
Pod koniec 2017 roku Złota Piątka zaczęła się rozpadać – graczom coraz gorzej się współpracowało, przestali wygrywać turnieje i każdy chciał iść w nieco innym kierunku np. Pasha chciał zostać streamerem, a Byali chciał przetestować się w innych grach m.in. PUBG. W efekcie tego, w grudniu 2018 roku rosyjska organizacja Virtus.pro zawiesiła działalność drużyny. Z drugiej strony League of Legends nie przestawało się rozwijać i jest jedną z najpopularniejszych gier na świecie, a zarazem najczęściej oglądaną grą e-sportową. Co roku odbywają się dwa wielkie turnieje, jeden pod koniec roku – League of Legends World Championship, a kolejny przed wakacjami – Mid-Season Invitational. Przez lata jedynymi ich zwycięzcami były organizacje z Azji, ale w 2019 roku ten trend został przełamany przez europejską drużynę. G2 Esports, czyli europejska organizacja skupiająca się głównie na CS:GO i LOL'u, stworzyła e-sportowy super-team z Polakiem w składzie. Za najbardziej wartościowego zawodnika tej drużyny został wybrany właśnie polski zawodnik – Marcin „Jankos” Jankowski, który uznawany jest za jednego z najbardziej uzdolnionych graczy League of Legends na świecie. Starcie europejskiego super-teamu z azjatyckim tytanem oglądały łącznie 44 miliony widzów. Dla porównania tego samego roku finał NBA oglądało niecałe 21 milionów ludzi.